# 阿科拉 (阿拉巴馬州)
阿科拉（英語：Arcola）是一個位於美國阿拉巴馬州黑爾縣的鬼鎮。由於此地已於1850年代被荒廢，本地已無人居住。

## 地理
阿科拉的座標為32°33′58″N 87°46′55″W / 32.56617°N 87.78183°W，而該地的平均海拔高度為39米（即128英尺）。